# CONMEBOL Beach Soccer Championship 2013
Il Campionato sudamericano di beach soccer 2013 è la 5ª edizione di questo torneo.

## Squadre partecipanti
Di seguito le 9 squadre partecipanti.
- Brasile
- Argentina
- Paraguay
- Uruguay
- Ecuador

- Venezuela
- Colombia
- Cile
- Perù

## Fase a gironi

### Girone A
| Team     | G | V | V+ | P | GF | GS | +/- | P |
| -------- | - | - | -- | - | -- | -- | --- | - |
| Paraguay | 4 | 2 | 0  | 2 | 16 | 12 | +4  | 6 |
| Cile     | 4 | 2 | 0  | 2 | 20 | 19 | +1  | 6 |
| Perù     | 4 | 1 | 0  | 3 | 8  | 13 | -5  | 3 |
| Colombia | 4 | 1 | 0  | 3 | 10 | 18 | -8  | 3 |

| Squadra 1 | Risultato            | Squadra 2 |
| --------- | -------------------- | --------- |
| Cile      | 6-5 Report           | Colombia  |
| Argentina | 2-1 Report           | Perù      |
| Cile      | 5-2 Report           | Perù      |
| Colombia  | 3-2 Report           | Paraguay  |
| Paraguay  | 4-1 Report           | Perù      |
| Argentina | 3-3 (1-0 dcr) Report | Cile      |
| Perù      | 4-2 Report           | Colombia  |
| Argentina | 2-1 Report           | Paraguay  |
| Paraguay  | 9-6 Report           | Cile      |
| Argentina | 6-0 Report           | Colombia  |

### Girone B
| Team      | G | V | V+ | P | GF | GS | +/- | P |
| --------- | - | - | -- | - | -- | -- | --- | - |
| Brasile   | 3 | 3 | 0  | 0 | 24 | 12 | +12 | 9 |
| Ecuador   | 3 | 2 | 0  | 1 | 13 | 13 | 0   | 6 |
| Uruguay   | 3 | 0 | 1  | 2 | 9  | 13 | -4  | 2 |
| Venezuela | 3 | 0 | 0  | 3 | 11 | 19 | -8  | 0 |

| Squadra 1 | Risultato      | Squadra 2 |
| --------- | -------------- | --------- |
| Uruguay   | 3-2 dts Report | Venezuela |
| Brasile   | 6-4 Report     | Ecuador   |
| Ecuador   | 5-4 Report     | Venezuela |
| Brasile   | 7-3 Report     | Uruguay   |
| Ecuador   | 4-3 Report     | Uruguay   |
| Brasile   | 11-5 Report    | Venezuela |

## Piazzamenti 5º-9º

### Piazzamenti 7º-9º posto
| Team      | G | V | V+ | P | GF | GS | +/- | P |
| --------- | - | - | -- | - | -- | -- | --- | - |
| Colombia  | 2 | 2 | 0  | 0 | 9  | 6  | +3  | 6 |
| Perù      | 2 | 1 | 0  | 1 | 7  | 7  | 0   | 3 |
| Venezuela | 2 | 0 | 0  | 2 | 6  | 9  | -3  | 0 |

| Squadra 1 | Risultato  | Squadra 2 |
| --------- | ---------- | --------- |
| Perù      | 4-3 Report | Venezuela |
| Colombia  | 5-3 Report | Venezuela |
| Colombia  | 4-3 Report | Perù      |

### Finale 5º-6º posto
| Squadra 1 | Risultato            | Squadra 2 |
| --------- | -------------------- | --------- |
| Cile      | 6-6 (2-1 dcr) Report | Uruguay   |

## Finali

### Semifinali
| Squadra 1 | Risultato            | Squadra 2 |
| --------- | -------------------- | --------- |
| Paraguay  | 6-6 (1-0 dcr) Report | Brasile   |
| Argentina | 5-3 Report           | Ecuador   |

### Finali

#### 3º-4º posto
| Squadra 1 | Risultato   | Squadra 2 |
| --------- | ----------- | --------- |
| Brasile   | 11-5 Report | Ecuador   |

#### Finale
| Squadra 1 | Risultato  | Squadra 2 |
| --------- | ---------- | --------- |
| Argentina | 6-2 Report | Paraguay  |

## Classifica Finale
Queste le posizioni nel dettaglio.
| Pos | Team      |
| --- | --------- |
| 1   | Argentina |
| 2   | Paraguay  |
| 3   | Brasile   |
| 4   | Ecuador   |
| 5   | Cile      |
| 6   | Uruguay   |
| 7   | Colombia  |
| 8   | Perù      |
| 9   | Venezuela |